# Poesie und Widerstand
Poesie und Widerstand ist das 23. Studioalbum des Sängers und Liedermachers Konstantin Wecker aus dem Jahr 2017. Die Jubiläumsedition erschien anlässlich Weckers 70. Geburtstag.

## Inhalt
Nach knapp 50-jähriger musikalischer Karriere nahm Wecker anlässlich seines 70. Geburtstages das Album mit Unterstützung von vielen anderen Sängern und Instrumentalisten auf. Der Titel weist erneut auf seine Spannbreite zwischen politischen und lyrischen Liedern hin. Die Neuaufnahmen älterer Lieder beschränken sich vorwiegend auf den Zeitraum der letzten zwanzig Jahre. Vom schlichten Liebeslied (z. B. Schlendern) reicht die musikalische Spannbreite bis zum opernhaft instrumentierten und gesungenen Caruso.

## Gastmusiker
Nachstehende Musiker wirkten bei der Erstellung des Albums mit:
Sänger

Angelika Kirchschlager, Gaby Moreno, Pippo Pollina, Conchita Wurst, Alexander Spreng
Background: Tamara Banez und die Vivid Curls (Inka Kuchler und Irene Schindele)
Chor

Kinderchor der Bayerischen Philharmonie unter der Leitung von Kirsten Döring-Lohmann
Instrumentalisten

Claudia Fenzl (Geige), Christoph Well (Trompete), Chris Schmitt (Bluesharp), Michel Watzinger (Hackbrett), Pablo Miro (Gitarre, Gesang), Sandro Friedrich (Orientalische Flöten), Kammerorchester der Bayerischen Philharmonie (Dirigent: Mark Mast)
Texter

Von dem 2012 verstorbenen Lucio Dalla stammt die italienische Übersetzung von Stirb ma ned weg.

## Produktion
Dem Produzenten Florian Moser standen Konstantin Wecker als Executive Producer und Jo Barnikel als Co-Produzent zur Seite, Barnikel übernahm auch die Arrangements und die musikalische Leitung. Aufnahme und Mischung übernahm Stefan Gienger im Mastermixstudio Unterföhring.
Die Fotos des Albums stammen von Thomas Karsten, das Grafikdesign übernahm Uwe Liesmann.

## Titelliste
CD 1
1. Den Parolen keine Chance – 3:13
2. Sage Nein – 4:30
3. Ich singe, weil ich ein Lied hab'/Yo Canto Porque Tengo Vida (Konstantin Wecker und Gaby Moreno) – 3:50
4. Der alte Kaiser – 5:01
5. Endlich wieder unten – 3:05
6. Was passierte in den Jahren – 3:27
7. Weltenbrand – 5:36
8. Niemals Applaus (Für meinen Vater) – 3:32
9. Liebesdank – 3:15
10. Stirb ma ned weg (Konstantin Wecker und Dominik Plangger) – 5:09
11. Was immer mir der Wind erzählt – 4:45
12. Inwendig warm – 6:03
13. Wut und Zärtlichkeit – 3:05
14. Empört euch – 4:57
15. Was keiner wagt – 2:18
16. Sage Nein (Bonus-Version) (Konstantin Wecker, Conchita Wurst, Asp Spreng, Cetin Oraner und Pippo Pollina) – 3:03

CD 2
1. Leben im Leben – 3:48
2. Die Weiße Rose – 4:35
3. Novalis – 3:54
4. Alles das und mehr – 5:05
5. Dass alles so vergänglich ist – 4:20
6. Kleines Herbstlied – 2:45
7. Wenn der Sommer nicht mehr weit ist – 3:53
8. Das ganze schrecklich schöne Leben – 4:56
9. Nur dafür lasst uns leben – 2:01
10. Ich habe einen Traum – 4:39
11. Gracias a la Vida (Konstantin Wecker, Gaby Moreno und Pablo Miro) – 5:41
12. Questa nuova Realtà (Konstantin Wecker und Pippo Pollina) – 3:53
13. Caruso (Konstantin Wecker, Angelika Kirchschlager und Pippo Pollina) – 4:47
14. Schlendern – 5:57
15. Tropferl im Meer (Konstantin Wecker und Dominik Plangger) – 2:56

## Quelle
Booklet „Poesie und Widerstand“